# Pietro Parolin
Pietro kardinál Parolin (* 17. ledna 1955 Schiavon) je italský římskokatolický kněz, kardinál a diplomat, od října 2013 kardinál státní sekretář jmenovaný papežem Františkem a potvrzený papežem Lvem XIV.

## Život
Kněžské svěcení přijal 27. dubna 1980 a byl inkardinovaný do diecéze Vicenza. V roce 1983 se začal připravovat na diplomatickou službu na Papežské diplomatické akademii. Na Papežské univerzitě Gregoriana získal doktorát z kanonického práva. Ve vatikánských diplomatických službách působí již od roku 1986 – nejdříve na nunciaturách v Nigérii či Mexiku, v Římě na státním sekretariátu měl potom na starosti oblast Španělska, Andorry, Itálie a San Marina. Dne 30. listopadu 2002 byl jmenován podsekretářem v sekci pro vztahy se státy v rámci státního sekretariátu.
Papež Benedikt XVI. ho 17. srpna 2009 jmenoval apoštolským nunciem ve Venezuele a zároveň titulárním arcibiskupem z Acquapendente, Itálie. Biskupské svěcení mu udělil sám Benedikt XVI. 12. září téhož roku. Kromě italštiny ovládá francouzštinu, angličtinu a španělštinu. 
Papež František jej jmenoval státním sekretářem poté, co přijal demisi kardinála Bertoneho dne 31. srpna 2013, přičemž Bertone zůstal ve funkci do 15. října 2013, kdy jej Pietro Parolin nahradil. Dne 22. února 2014 jej papež František jmenoval kardinálem-knězem titulu Santi Simone e Giuda Taddeo a Torre Angela.
Pietro Parolin se zúčastnil jako papežský legát oslav 25. výročí svatořečení svaté Anežky České v istopadu 2014 v Praze. Setkal se mj. s prezidentem Milošem Zemanem a sloužil mši svatou ve Svatovítské katedrále 15. listopadu. V neděli 16. listopadu sloužil mši svatou v kostele sv. Anežky na Spořilově.
V roce 2018, 28. června, jej papež František povýšil do hodnosti kardinála-biskupa.

## Biskupská genealogie
Následující tabulka obsahuje genealogický strom, který ukazuje vztah mezi svěcencem a světitelem – pro každého biskupa na seznamu je předchůdcem jeho světitel, zatímco následovníkem je biskup, kterého vysvětil. Rekonstrukcím a vyhledáním původu v rodové linii ze zabývá historiografická disciplína biskupská genealogie.
1. Scipione Rebiba
2. Antonio Santorio
3. Girolamo Bernerio OP
4. Galeazzo Sanvitale
5. Ludovico Ludovisi
6. Luigi Caetani
7. Ulderico Carpegna
8. Paluzzo Paluzzi Altieri Degli Albertoni
9. Benedikt XIII.
10. Benedikt XIV.
11. Klement XIII.
12. Bernardino Giraud
13. Alessandro Mattei
14. Francesco Galleffi
15. Filippo Fransoni
16. Antonio Saverio De Luca
17. Gregor von Scherr OSB
18. Friedrich Josef von Schreiber
19. Franz Joseph von Stein
20. Joseph von Schork
21. Ferdinand von Schlör
22. Johann Jakob von Hauck
23. Ludwig Sebastian
24. Joseph Wendel
25. Josef Schneider
26. Josef Stangl
27. Benedikt XVI.

## Galerie

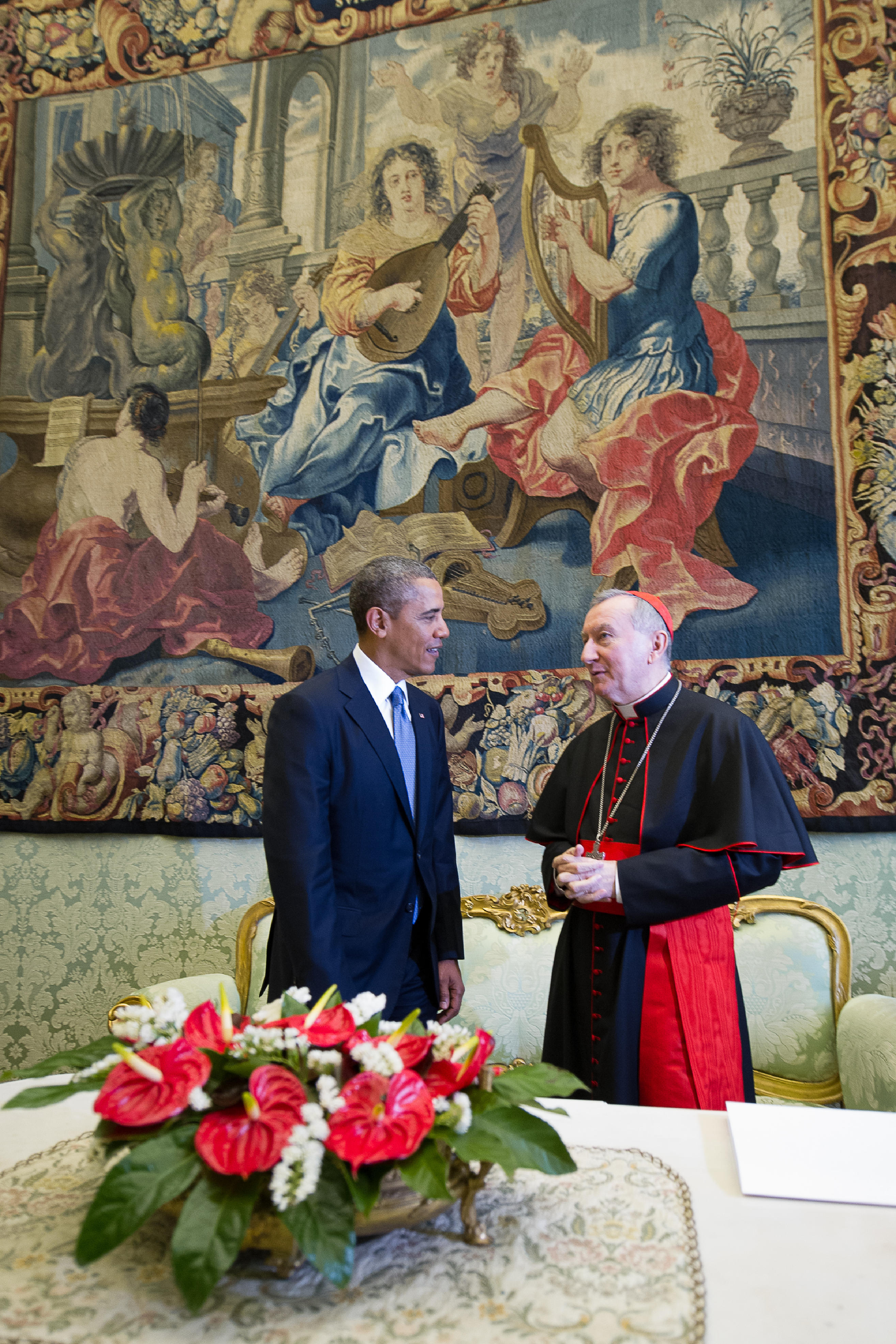
kardinál Parolin s prezidentem Obamou